# Marokkói labdarúgó-bajnokság (első osztály)
A Botola a marokkói labdarúgó-bajnokságok legfelsőbb osztályának elnevezése. A bajnokságot 1956-ban alapították és 16 csapat részvételével zajlik.

## Lebonyolítás
A pontvadászatban 16 csapat vesz részt, melyben oda-visszavágós alapon mindenki játszik mindenkivel. A két utolsó helyezett kiesik, helyükre a másodosztályú bajnokság első két helyezettje juto fel. A bajnok és a második a bajnokok ligájában, míg a harmadik helyezett és a kupagyőztes a konföderációs-kupában indulhat.

## A 2012–2013-as bajnokság résztvevői
| Klub                | Helyezés a 2011–12-es szezonban | Első szezon a Botolában | Szezonok száma | bajnoki címek száma |
| ------------------- | ------------------------------- | ----------------------- | -------------- | ------------------- |
| Moghreb de Tétouan  | 1.                              | 2005–06                 | XX             | 1                   |
| Chabab Rif Hoceima  | 13.                             | 2010–11                 | 3              | 0                   |
| CODM de Meknès      | 10.                             | 1992–93                 | 7              | 1                   |
| Difaa El Jadida     | 5.                              | 2005–06                 | XX             | 0                   |
| FAR Rabat           | 7.                              | 1959–60                 | 44             | 12                  |
| FUS Rabat           | 2.                              | 2009–10                 | XX             | 0                   |
| Hassania Agadir     | 12.                             | 1996–97                 | XX             | 2                   |
| KAC Kenitra         | 11.                             | 2007–08                 | XX             | 4                   |
| Maghreb Fez         | 6.                              | 1959–60                 | XX             | 4                   |
| Olympic Safi        | 8.                              | 2004–05                 | XX             | 0                   |
| Olympique Khouribga | 9.                              | 1995–96                 | XX             | 1                   |
| Raja Beni Mellal    | 1. (2. osztályban)              | XXXX–XX                 | XX             | 1                   |
| Raja Casablanca     | 4.                              | 1956–57                 | 47             | 11                  |
| Renaissance Berkane | 2. (2. osztályban)              | XXXX–XX                 | XX             | 0                   |
| Widad Fez           | 14.                             | 2009–10                 | XX             | 0                   |
| Vidad Casablanca    | 3.                              | 1956–57                 | 47             | 12                  |

## Az eddigi győztesek
| Season    | Bajnok                    | Második helyezett      |
| --------- | ------------------------- | ---------------------- |
| 1956–57   | Vidad Casablanca (1)      | Kawkab Marrakech       |
| 1957–58   | Kawkab Marrakech (1)      | Vidad Casablanca       |
| 1958–59   | Étoile de Casablanca (1)  | Vidad Casablanca       |
| 1959–60   | KAC Kenitra (1)           | FAR Rabat              |
| 1960–61   | FAR Rabat (1)             | Maghreb Fez            |
| 1961–62   | FAR Rabat (2)             | Racing de Casablanca   |
| 1962–63   | FAR Rabat (3)             | Kawkab Marrakech       |
| 1963–64   | FAR Rabat (4)             | Stade Marocain         |
| 1964–65   | Maghreb Fez (1)           | Racing de Casablanca   |
| 1965–66   | Vidad Casablanca (2)      | Raja Casablanca        |
| 1966–67   | FAR Rabat (5)             | Renaissance de Settat  |
| 1967–68   | FAR Rabat (6)             | Renaissance de Settat  |
| 1968–69   | Vidad Casablanca (3)      | Maghreb Fez            |
| 1969–70   | FAR Rabat (7)             | Union Sidi Kacem       |
| 1970–71   | Renaissance de Settat (1) | FAR Rabat              |
| 1971–72   | Racing de Casablanca (1)  | Vidad Casablanca       |
| 1972–73   | KAC Kenitra (2)           | FUS Rabat              |
| 1973–74   | Raja de Beni Mellal (1)   | FUS Rabat              |
| 1974–75   | Mouloudia Oujda (1)       | Maghreb Fez            |
| 1975–76   | Vidad Casablanca (4)      | Difaa El Jadida        |
| 1976–77   | Vidad Casablanca (5)      | Mouloudia Oujda        |
| 1977–78   | Vidad Casablanca (6)      | Maghreb Fez            |
| 1978–79   | Maghreb Fez (2)           | KAC Kenitra            |
| 1979–80   | Chabab Mohammédia (1)     | Vidad Casablanca       |
| 1980–81   | KAC Kenitra (3)           | FUS Rabat              |
| 1981–82   | KAC Kenitra (4)           | Vidad Casablanca       |
| 1982–83   | Maghreb Fez (3)           | Renaissance de Berkane |
| 1983–84   | FAR Rabat (8)             | Olympique Khouribga    |
| 1984–85   | Maghreb Fez (4)           | KAC Kenitra            |
| 1985–86   | Vidad Casablanca (7)      | Raja Casablanca        |
| 1986–87   | FAR Rabat (9)             | Kawkab Marrakech       |
| 1987–88   | Raja Casablanca (1)       | Kawkab Marrakech       |
| 1988–89   | FAR Rabat (10)            | Maghreb Fez            |
| 1989–90   | Vidad Casablanca (8)      | IR Tanger              |
| 1990–91   | Vidad Casablanca (9)      | FAR Rabat              |
| 1991–92   | Kawkab Marrakech (2)      | Raja Casablanca        |
| 1992–93   | Vidad Casablanca (10)     | Raja Casablanca        |
| 1993–94   | Olympique Casablanca (1)  | Vidad Casablanca       |
| 1994–95   | CODM de Meknès (1)        | Olympique Casablanca   |
| 1995–96   | Raja Casablanca (2)       | Olympique Khouribga    |
| 1996–97   | Raja Casablanca (3)       | Vidad Casablanca       |
| 1997–98   | Raja Casablanca (4)       | Kawkab Marrakech       |
| 1998–99   | Raja Casablanca (5)       | Kawkab Marrakech       |
| 1999–2000 | Raja Casablanca (6)       | Vidad Casablanca       |
| 2000–01   | Raja Casablanca (7)       | FUS de Rabat           |
| 2001–02   | Hassania Agadir (1)       | Vidad Casablanca       |
| 2002–03   | Hassania Agadir (2)       | Raja Casablanca        |
| 2003–04   | Raja Casablanca (8)       | FAR Rabat              |
| 2004–05   | FAR Rabat (11)            | Raja Casablanca        |
| 2005–06   | Vidad Casablanca (11)     | FAR Rabat              |
| 2006–07   | Olympique Khouribga (1)   | FAR Rabat              |
| 2007–08   | FAR Rabat (12)            | IZK Khemisset          |
| 2008–09   | Raja Casablanca (9)       | Difaa El Jadida        |
| 2009–10   | Vidad Casablanca (12)     | Raja Casablanca        |
| 2010–11   | Raja Casablanca (10)      | Maghreb Fez            |
| 2011–12   | Moghreb Tétouan (1)       | FUS Rabat              |
| 2012–13   | Raja Casablanca (11)      | FAR Rabat              |

### Bajnoki címek eloszlása
| Klub                    | Bajnok | Második helyezés | Bajnoki évek                                                                                               |
| ----------------------- | ------ | ---------------- | --- |
| Vidad Casablanca        | 12*    | 9                | 1956–57, 1965–66, 1968–69, 1975–76, 1976–77, 1977–78, 1985–86, 1989–90, 1990–91, 1992–93, 2005–06, 2009–10 |
| FAR Rabat               | 12     | 7                | 1960–61, 1961–62, 1962–63, 1963–64, 1966–67, 1967–68, 1969–70, 1983–84, 1986–87, 1988–89, 2004–05, 2007–08 |
| Raja Casablanca         | 11     | 7                | 1987–88, 1995–96, 1996–97, 1997–98, 1998–99, 1999–2000, 2000–01, 2003–04, 2008–09, 2010–11, 2012–13        |
| Maghreb Fez             | 4      | 6                | 1964–65, 1978–79, 1982–83, 1984–85                                                                         |
| KAC Kenitra             | 4      | 2                | 1959–60, 1972–73, 1980–81, 1981–82                                                                         |
| Kawkab Marrakech        | 2      | 6                | 1957–58, 1991–92                                                                                           |
| Hassania Agadir         | 2      | 0                | 2001–02, 2002–03                                                                                           |
| Olympique Khouribga     | 1      | 2                | 2006–07 |
| Racing de Casablanca    | 1      | 2                | 1971–72 |
| Renaissance de Settat   | 1      | 2                | 1970–71 |
| Olympique de Casablanca | 1      | 1                | 1993–94 |
| Mouloudia Oujda         | 1      | 1                | 1974–75 |
| Moghreb de Tétouan      | 1      | 0                | 2011–12 |
| CODM de Meknès          | 1      | 0                | 1994–95 |
| Chabab Mohammédia       | 1      | 0                | 1979–80 |
| Raja de Beni Mellal     | 1      | 0                | 1973–74 |
| Étoile de Casablanca    | 1      | 0                | 1958–59 |